# Wojciech Rowiński

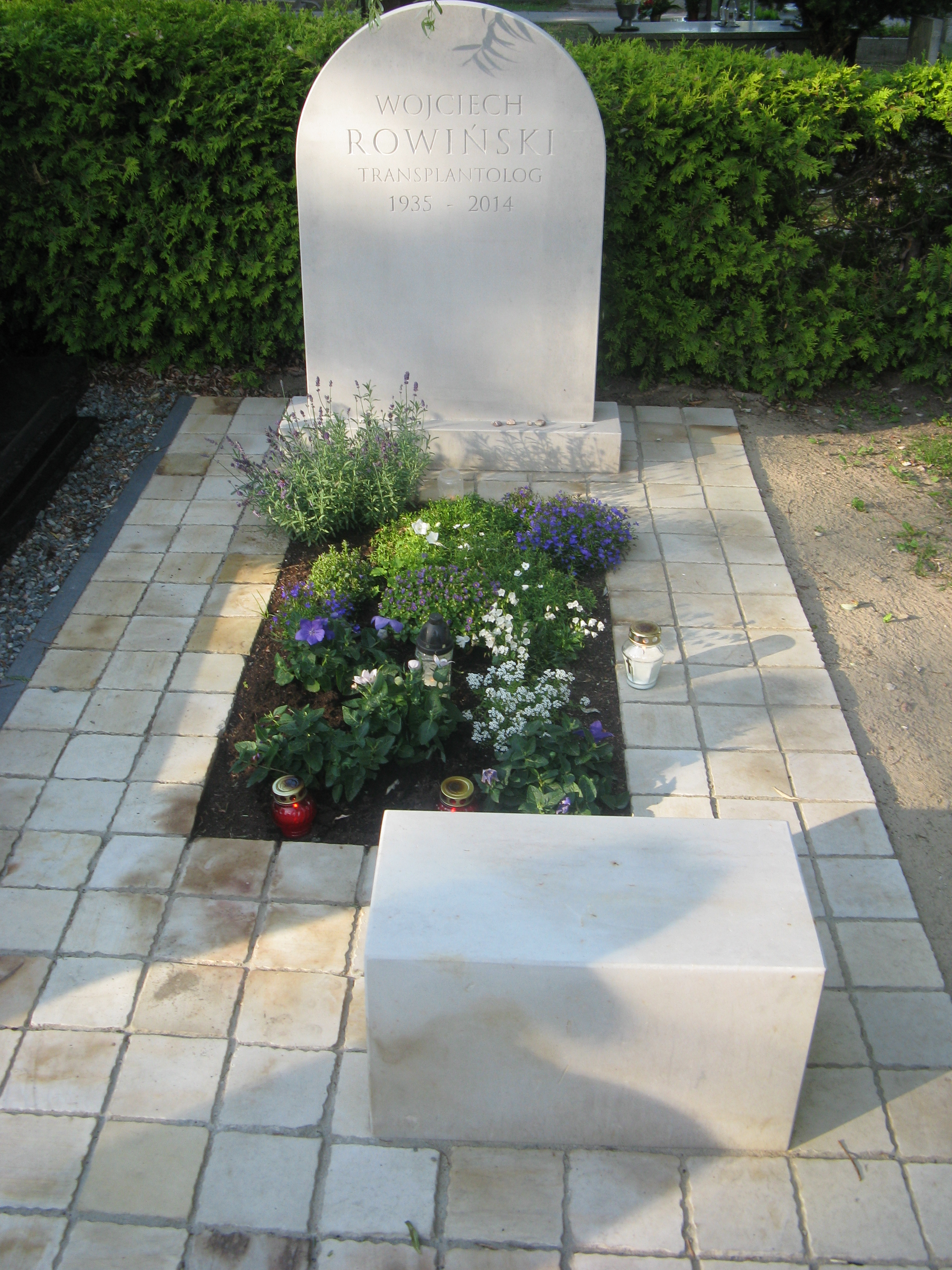
Grób Wojciecha Rowińskiego

Wojciech Andrzej Rowiński (ur. 11 grudnia 1935 w Warszawie, zm. 14 marca 2014 tamże) – polski lekarz, chirurg, transplantolog, profesor. Brał udział w pierwszym udanym przeszczepieniu nerki w Polsce w 1966 roku.

## Życiorys
Urodził się w rodzinie Ksawerego, lekarza radiologa, i Izabeli z domu Klinger, nauczycielki matematyki. Podczas II wojny światowej mieszkał z rodziną w Warszawie. Po wojnie przebywali w Gdańsku, a po trzech latach powrócili do Warszawy. Ukończył XIV Liceum Ogólnokształcące im. Klementa Gottwalda w Warszawie (matura 1952) i Wydział Lekarski Akademii Medycznej w Warszawie (dyplom 1958). Po studiach pracę lekarską rozpoczął dwuletnim stażem podyplomowym w Instytucie Hematologii w Warszawie, w 1960 rozpoczął staż chirurgiczny w Royal Wolverhampton Hospital w Wielkiej Brytanii. Po powrocie do Polski podjął pracę kliniczną w I Klinice Chirurgii Ogólnej Akademii Medycznej w Warszawie oraz eksperymentalną w Zakładzie Chirurgii Doświadczalnej Centrum Medycyny Doświadczalnej i Klinicznej Polskiej Akademii Nauk. W 1964 wyjechał na roczny staż do ośrodka przeszczepiania nerek w Peter Bent Brigham Hospital na Uniwersytecie Harvarda w Bostonie. 26 stycznia 1966 w Warszawie wspólnie z prof. Janem Nielubowiczem i członkami zespołu, dokonał pierwszego w Polsce udanego przeszczepienia nerki u młodej pielęgniarki Danuty Milewskiej. W 1974 uzyskał doktorat w Akademii Medycznej w Warszawie.
Kierownik Katedry i Kliniki Chirurgii Ogólnej i Transplantacyjnej Akademii Medycznej w Warszawie w Szpitalu Dzieciątka Jezus w Warszawie (d. PSK nr 1) w latach 1980–2006. W okresie 1995–2004 dyrektor Instytutu Transplantologii AM. Stworzył oddział transplantacji nerek w Wojewódzkim Szpitalu Specjalistycznym w Olsztynie.
Autor ponad 300 publikacji naukowych i 50 rozdziałów w podręcznikach medycznych. Współautor monografii Metody badań doświadczalnych. Redaktor naukowy, autor rozdziałów, monografii lub podręczników: Niewydolność nerek w chirurgii (3 wydania), Chirurgia dla pielęgniarek (4 wydania), Zarys chirurgii transplantacyjnej, Chirurgiczne aspekty przeszczepiania nerek, Transplantologia kliniczna, Chirurgia dla stomatologów. Współzałożyciel i redaktor naczelny 1996–2007 kwartalnika „Annals of Transplantation”.
Członek Komitetów Patofizjologii Klinicznej i Terapii Polskiej Akademii Nauk.
Członek towarzystw naukowych: 
- Międzynarodowego Towarzystwa Transplantologicznego (ITS),
- Międzynarodowego Towarzystwa Wymiany Narządów (SOS),
- Międzynarodowego Towarzystwa Przeszczepiania Trzustki (IPITA),
- Amerykańskiego Towarzystwa Chirurgów Transplantacyjnych (członek zagraniczny z wyboru) (ASTS/AST),
- Europejskiego Towarzystwa Przeszczepiania Narządów (ESOT – prezydent 2001–2003),
- Europejskiego Towarzystwa Badań Chirurgicznych (ESSR) do 1992 roku,
- Towarzystwa Chirurgów Polskich (w latach 1993–1997 członek Zarządu Głównego),
- Polskiego Towarzystwa Transplantacyjnego (w latach 1993–1997 członek Zarządu Głównego, prezes 2007–2009),
- Polskiego Towarzystwa Nefrologicznego (członek honorowy),
- członek korespondent Towarzystwa Naukowego Warszawskiego.

Ponadto pełnił funkcję przewodniczącego Krajowej Rady Transplantacyjnej (1995–2006) oraz przez wiele lat Konsultanta Krajowego w dziedzinie Transplantologii Klinicznej. Był członkiem Komitetu Światowej Organizacji Zdrowia (WHO) i Komisji do spraw Transplantacji Narządów, członkiem Senackiej Komisji do spraw Oceny Profesorów i Rady Naukowej przy Ministrze Zdrowia, członkiem założycielem Fundacji Centrum Rozwoju Medycyny, współzałożycielem i prezesem stowarzyszenia Polskiej Unii Medycyny Transplantacyjnej.
W 2005 został laureatem organizowanego przez wydawnictwo Termedia konkursu Sukces Roku w Ochronie Zdrowia, uzyskując tytuł Lidera Roku w kategorii Zdrowie Publiczne.
Został pochowany na cmentarzu Wojskowym na Powązkach (kwatera F IV-Tuje-15).

## Ordery i odznaczenia
- Krzyż Komandorski z Gwiazdą Orderu Odrodzenia Polski (16 sierpnia 2001)[10]
- Krzyż Komandorski Orderu Odrodzenia Polski (18 grudnia 1995)[11]
- Złoty Krzyż Zasługi
- Medal Gloria Medicinae przyznany przez Polskie Towarzystwo Lekarskie (2003)[12]